# Acorn Atom

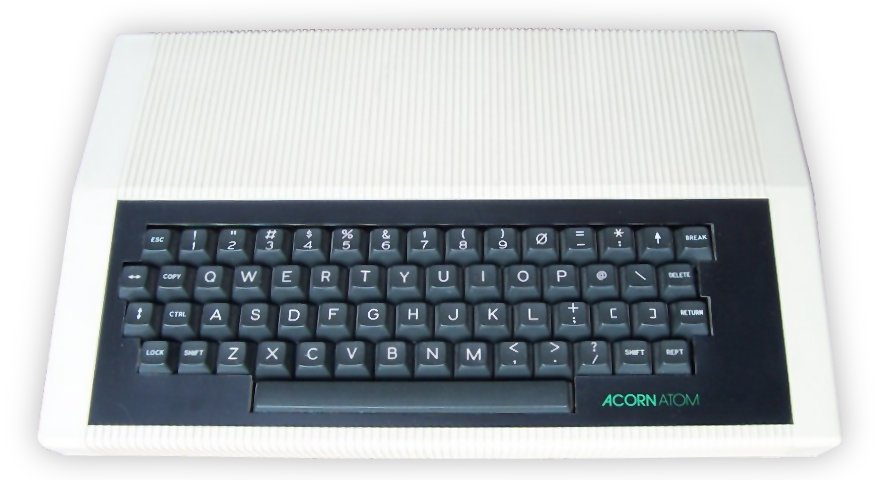
El Atom fue el primer computador de Acorn Computers dirigido al mercado casero.

El Acorn Atom era un computador casero hecho por Acorn Computers desde 1981 a 1983, cuando fue sustituido por el BBC Micro, (originalmente Proton), y después por el Acorn Electron (una versión barata del BBC Micro).
El Atom era una progresión de las máquinas basadas en el microprocesador 6502 de MOS Technology que la compañía había estado haciendo desde 1979. 
El Atom era una versión reducida del Acorn System 3, sin una unidad de disco, pero con un teclado y una interfaz de cinta de casete integrados, vendido en forma de kit o armado. El precio era de aproximadamente £175.
Tenía un chip de video Motorola 6847, permitiendo modos de texto o gráficos de dos colores. Podía ser conectado con un televisor o ser modificado para una salida a un monitor de video. La memoria básica de video era de 1 kilobyte pero se podía ampliar a 6 kilobytes. También había disponible una tarjeta PAL en color.
Tenía el lenguaje BASIC incorporado (Atom BASIC), aunque en una versión idiosincrásica, que incluyó los operadores POKE y PEEK para bytes y cuádruples bytes. También incluyó un ensamblador permitiendo producir código de máquina como salida de un programa.
La red de área local Acorn, Econet, fue configurada primero en el Atom.
La carcasa fue diseñada por el diseñador industrial Allen Boothroyd de Cambridge Product Design Ltd.

## Especificaciones
- CPU: MOS 6502 a 1 MHz
- ROM: 8 KB, ampliables a 12 KB con varias ROM de Acorn y de terceros
- RAM: 2 KB de serie, que se reparten en 512 bytes para programas, 512 bytes de VRAM y 1 KB de página cero. La página 0 la usa el sistema operativo, la pila de la CPU y las variables BASIC. Puede ampliarse a 12 KB ( 5 KB de programas, 1 KB de página 0 y 6 KB de VRAM; si no se usa el modo de alta resolución, los 5,5 KB pueden usarse para programas)
- Sonido: 1 canal, altavoz integrado
- Carcasa: rectangular (381 x 241 x 64 milímetros, 15 x 9,5 x 2,5 pulgadas) en plástico crema, con el teclado en plano inclinado y plástico negro
- Teclado QWERTY de 60 teclas, todas iguales salvo la espaciadora. A la izquierda ESC, COPY, CTRL, LOCK, SHIF y dos teclas de cursor. A la derecha, BREAK, DELETE, RETURN, SHIFT y REPT
- Soporte
  - Interfaz de casete a 300 baudios Kansas City standard.
  - Unidad de disquete opcional de 5,25
- Entrada/Salida :
  - Modulador de TV UHF
  - Conector DIN de 7 pines de Interface Computer Users Tape Standard (CUTS) (Estándar de Cinta de Usuarios de Computadora)
  - Conector de borde de tarjeta con salida de vídeo
  - Puerto paralelo de impresora tipo Centronics
  - Bus del sistema (conector Eurocard)
- Energía: 8 voltios de D.C. no regulada, proporcionando 5 voltios regulados dentro del Atom

La fuente de alimentación de 8V del Acorn estaba clasificada solamente para 1,5 amperios, que no era suficiente para un Atom con los zócalos de RAM poblados completamente. Los reguladores internos del Atom también se volvían inconfortablemente calientes. Por lo tanto la mayoría de los entusiastas del Atom puentearon los reguladores internos y le dieron corriente a sus Atoms desde una fuente de alimentación regulada de 5V externa. Tres amperios eran típicamente necesarios para un Atom completamente poblado (con todos sus circuitos).
No había estándar de facto para la conexión externa de 5V, pero al usar el mismo conector DIN de 7 pines que el del Atari 800XL permitió que la fuente de alimentación de Atari condujera baja potencia (hasta 1,5A) a los Atoms.

## Mapa de Memoria
Lo que sigue es le mapa de memoria del Atom. Las celdas sombreadas indican que están presentes en la configuración mínima. Se conservan los nombres en inglés.
| #0000 | Block Zero RAM                                |
| #0400 | Teletext VDG RAM                              |
| #0800 | VDG CRT Controller                            |
| #0900 |                                               |
| #0A00 | Optional FDC                                  |
| #0A80 |                                               |
| #1000 | Peripherals space                             |
| #2000 | Catalogue buffer                              |
| #2200 | Sequential File buffers                       |
| #2800 | Floating point variables                      |
| #2900 | Extension Text space RAM                      |
| #3C00 | Off-board Extension RAM                       |
| #8000 | VDG Screen RAM                                |
| #8200 | Graphics Mode 1                               |
| #8400 | Graphics Mode 2                               |
| #8600 | Graphics Mode 3                               |
| #8C00 | Graphics Mode 4                               |
| #9800 |                                               |
| #A000 | Optional Utility ROM                          |
| #B000 | PPIA I/O Device                               |
| #B800 | Optional VIA I/O Device for Printer Interface |
| #C000 | ATOM BASIC Interpreter                        |
| #D000 | Optional Extension ROM                        |
| #E000 | Optional Disk Operating System                |
| #F000 | Assembler                                     |
|       | Cassette Operating System                     |